# Géorgie au Concours Eurovision de la chanson 2015
La Géorgie a annoncé sa participation au Concours Eurovision de la chanson 2015 à Vienne, en Autriche le 10 septembre 2014. Le pays y a été représenté par Nina Sublatti et sa chanson Warrior.

## Sélection
Le télé-diffuseur GPB organise une finale nationale composée de 5 chansons, à l'issue de laquelle Nina Sublatti et sa chanson Warrior sont désignées pour représenter la Georgie au Concours Eurovision de la chanson 2015.
Le vainqueur a été désigné par un vote combinant un jury international pour moitié, ainsi que le télévote géorgien pour l'autre moitié.

### Finale
| Ordre | Artiste          | Chanson        | Jury | Télévote | Total | Place |
| ----- | ---------------- | -------------- | ---- | -------- | ----- | ----- |
| 1     | Eter Beriashvili | If Someone     | 15   | 14 %     | 48    | 4     |
| 2     | Edvard Meison    | We Are Freeeee | 7    | 5,9 %    | 21    | 5     |
| 3     | Niutone          | Run Away       | 13   | 31,9 %   | 67    | 2     |
| 4     | Nina Sublatti    | Warrior        | 21   | 38,1 %   | 92    | 1     |
| 5     | Misha Sulukhia   | One and Only   | 19   | 10 %     | 51    | 3     |

| Vote détaillé des jurys | Vote détaillé des jurys | Vote détaillé des jurys | Vote détaillé des jurys | Vote détaillé des jurys | Vote détaillé des jurys | Vote détaillé des jurys | Vote détaillé des jurys |
| Ordre                   | Chanson                 | E. de Forest            | E. Eliu                 | M. Brey                 | T. G:son                | R. Reinink              | Total                   |
| ----------------------- | ----------------------- | ----------------------- | ----------------------- | ----------------------- | ----------------------- | ----------------------- | ----------------------- |
| 1                       | If Someone              | 4                       | 2                       | 2                       | 3                       | 4                       | 15                      |
| 2                       | We Are Freeeee          | 3                       | 1                       | 1                       | 1                       | 1                       | 7                       |
| 3                       | Run Away                | 1                       | 4                       | 4                       | 2                       | 2                       | 13                      |
| 4                       | Warrior                 | 5                       | 3                       | 5                       | 5                       | 3                       | 21                      |
| 5                       | One and Only            | 2                       | 5                       | 3                       | 4                       | 5                       | 19                      |

## À l'Eurovision
La Géorgie participa à la première demi-finale, le 19 mai 2015. Elle y arriva 4e avec 98 points, se qualifiant ainsi pour la finale du 23 mai. Lors de celle-ci, le pays se classe 11e avec 51 points.